# Celles-lès-Condé
Celles-lès-Condé é uma comuna francesa na região administrativa de Altos da França, no departamento de Aisne. Estende-se por uma área de 3,91 km². Em 2010 a comuna tinha 90 habitantes (densidade: 23 hab./km²).